# Hjälstads församling
Hjälstads församling var en församling i Skara stift och i Töreboda kommun. Församlingen uppgick 2002 i Fägre församling.

## Administrativ historik
Församlingen har medeltida ursprung. 
Församlingen var till 1962 moderförsamling i pastoratet Hjälstad, Mo, Sveneby och Vad. Från 1962 till 2002 var den annexförsamling i pastoratet Fägre, Trästena, Bällefors, Ekeskog, Beateberg, Hjälstad, Sveneby och Mo. Församlingen uppgick 2002 i Fägre församling.

## Organister
| Period    | Namn                   | Levnadstid | Övrigt   |
| --------- | ---------------------- | ---------- | -------- |
| 1760–1810 | Jonas Lundberg         | 1733–1810  | Organist |
| 1810–1816 | Johan Gustav Strömberg | 1787–      | Organist |
| 1816–1866 | Sven Moberg            | 1787–1879  | Organist |

## Kyrkor
- Hjälstads kyrka